# راكاردو سوسا دا كروز
راكاردو سوسا دا كروز (بالبرتغالية: Ricardo André de Pinho Sousa‏) (11 يناير 1979 ببورتو في البرتغال - ) هو مدرب كرة قدم ولاعب كرة قدم برتغالي في مركز الوسط. شارك مع منتخب البرتغال تحت 20 سنة لكرة القدم ومنتخب البرتغال تحت 21 سنة لكرة القدم. أما مع النوادي، فقد لعب مع دي غرافشاب وكيكرز أوفنباخ ونادي أومونيا ونادي بوافيشتا ونادي بورتو ونادي بيرا مار ونادي بيلينينسش ويو دي ليريا وU.D. Oliveirense ‏ وFC Porto B ‏ وNK Drava Ptuj (1933) ‏ ونادي سانتا كلارا.

## وصلات خارجية
- راكاردو سوسا دا كروز على موقع الاتحاد الدولي (مؤرشف)  (الإنجليزية)
- راكاردو سوسا دا كروز على موقع قاعدة بيانات كرة القدم.إي يو (الإنجليزية)
- راكاردو سوسا دا كروز على موقع بيانات كرة القدم. دي إي (الألمانية)
- راكاردو سوسا دا كروز على موقع Soccerway.com (الإنجليزية)
- راكاردو سوسا دا كروز على موقع عالم كرة القدم.نت (الإنجليزية)